# Glagolitiska allén
Glagolitiska allén eller Glagoliternas allé (kroatiska: Aleja glagoljaša, italienska: Viale dei Glagolitici) är ett minnesmärke och vandringsled i Kroatien. Den drygt 7–8 kilometer långa leden utgörs av huvudvägen (en mindre byväg) som löper mellan orterna Roč och Hum som båda ligger i Buzets stadskommun i Istriens län. Längs med vägen finns en serie monument som uppfördes åren 1977–1985 för att hedra glagoliterna och den historiska glagolitiska skrifttraditionen. Minnesmärket är ett av de största och främsta i världen som är tillägnat det glagolitiska alfabetet vars kroatiska variant genom århundradena blivit en av de centrala symbolerna för den kroatiska kulturella identiteten.

## Beskrivning och historia
Minnesmärket tillkom på initiativ av Čakaviska parlamentet – en kulturförening som grundades år 1969 i Žminj och som arbetar med att värna och främja kulturarvet i de čakavisk-talande områdena i Kroatien. Idén till projektet framfördes ursprungligen av författaren och poeten Zvane Črnja (1920–1991). Det utformades och realiserades därefter av litteraturhistorikern Josip Bratulić och skulptören Želimir Janeš (1916–1996). Det första monumentet i formen av den glagolitiska bokstaven 'S' uppfördes år 1977.
Glagoliternas allé visar den istriska, kroatiska och slaviska glagolitiska skrifttraditionens utveckling. Den illustrerar centrumen för den medeltida kroatiska glagolitiska litteraturen i Istrien samt betonar dess slaviska ursprung och dess kontinuitet från 1000-talet till idag.

## Minnesmärket

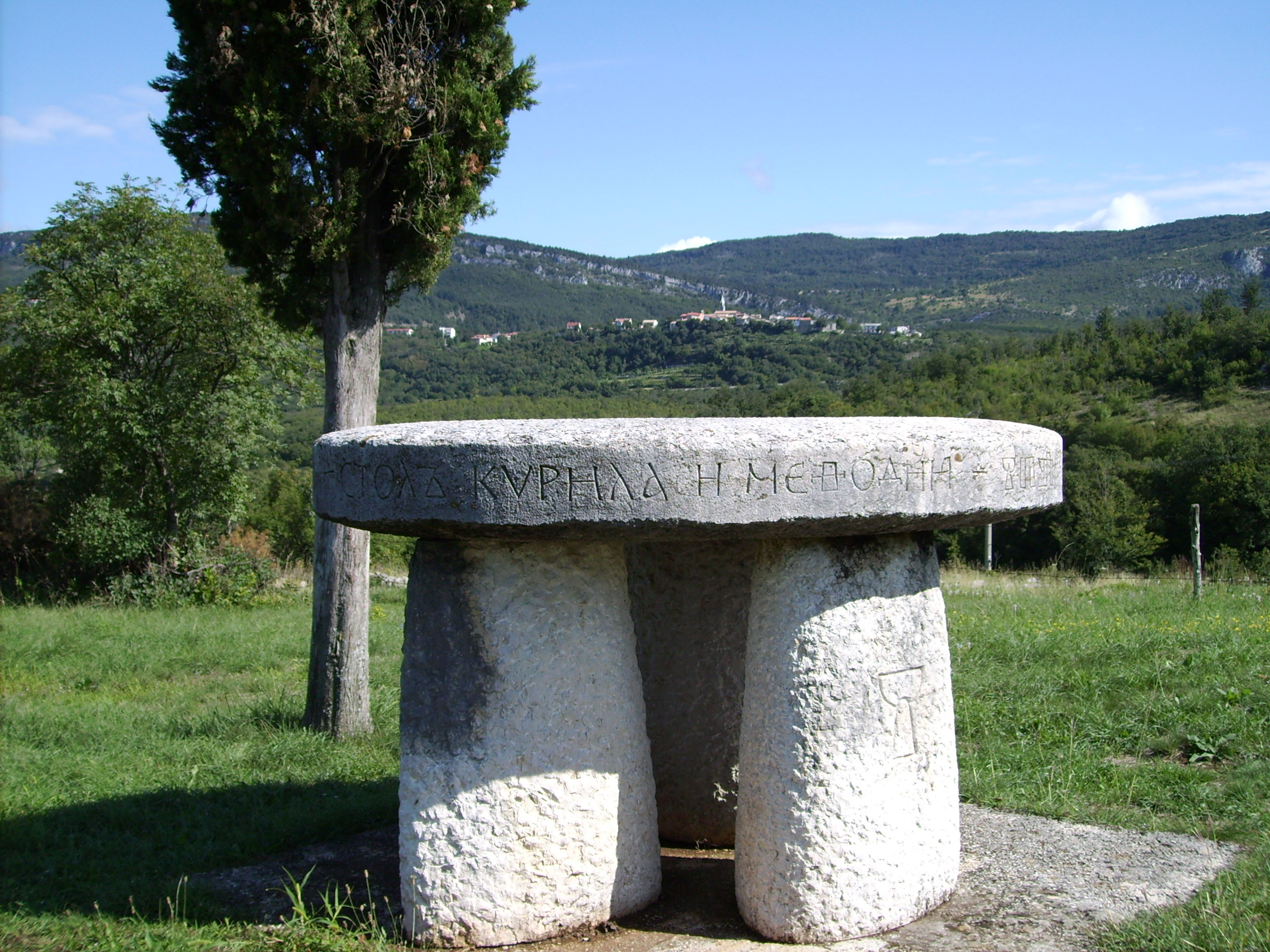
Kyrillos och Methodios bord år 2006.

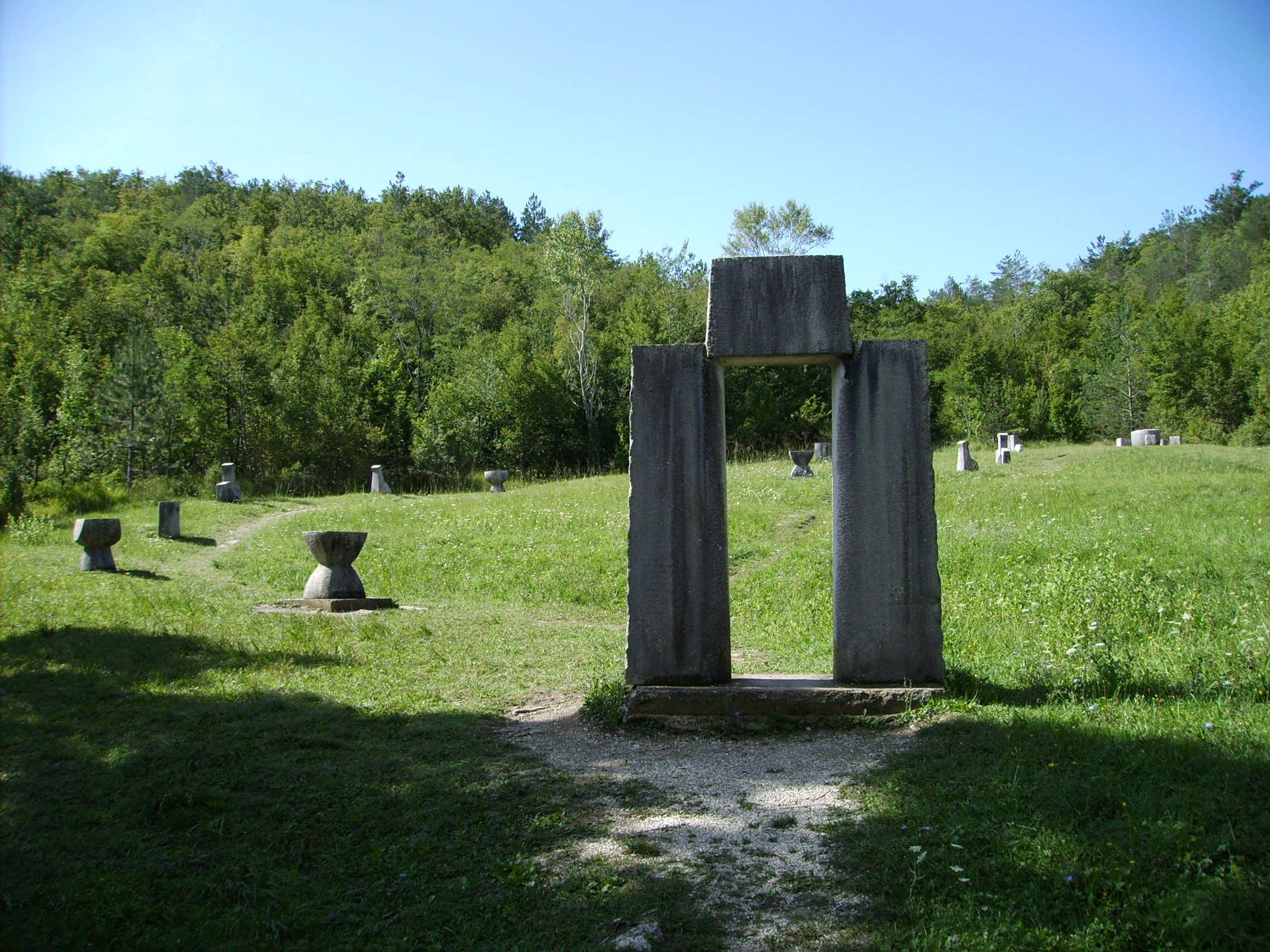
Istriska avgränsningens uppkomst år 2006.

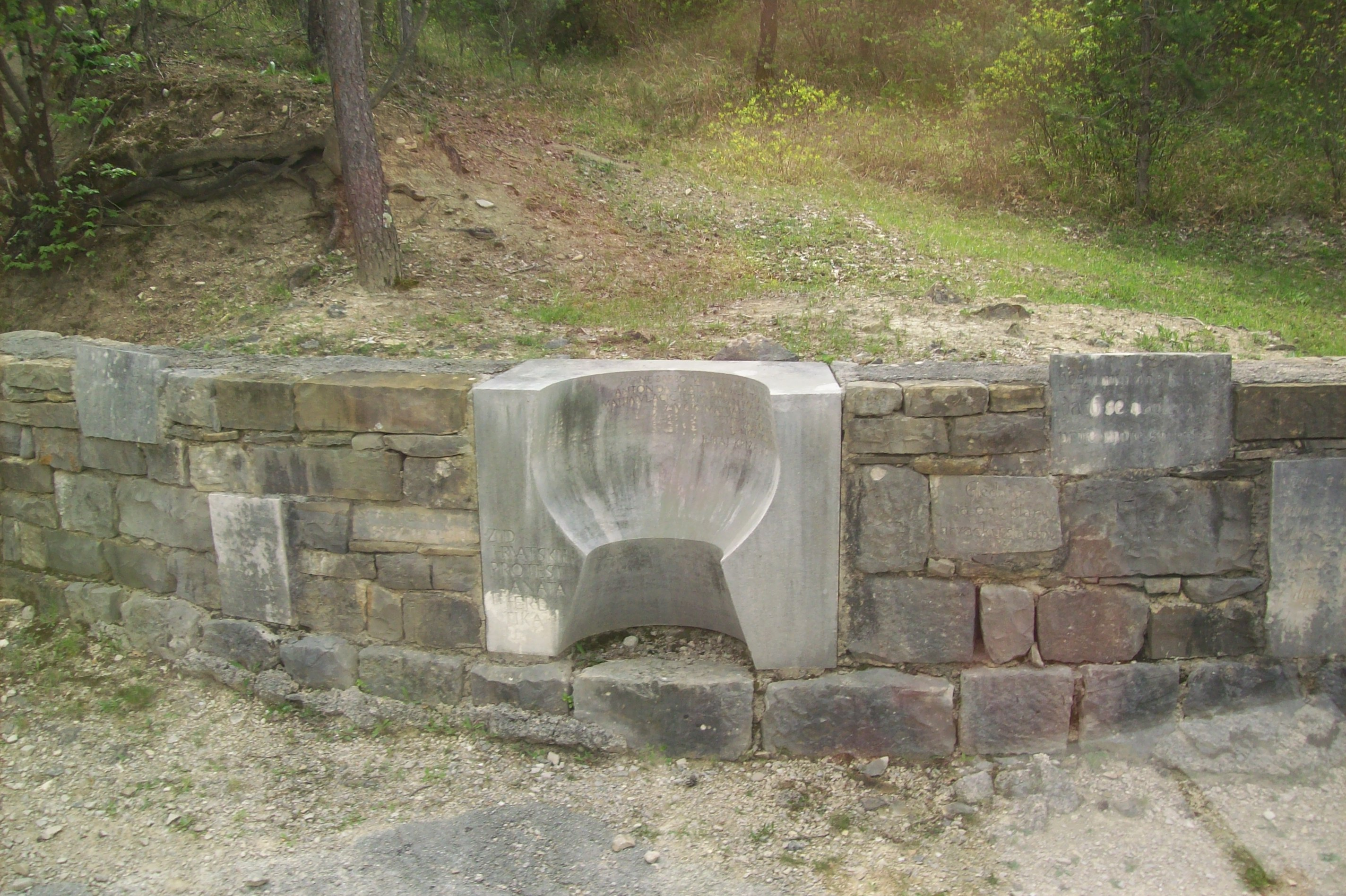
De kroatiska protestanternas och heretikernas mur år 2009.

Längs med leden finns elva enskilda monument varav tio är tillverkade i sten och en (Hums stadsport) är gjord av koppar. Nedan följer beskrivning av monumenten i kronologisk ordning från Roč till Hum:
1. Čakaviska parlamentets pelare – invigd år 1977[1] och har formen av den glagolitiska bokstaven 'S'.[3] Den symboliserar logos, sinne, och förnuft[3] samt det första slaviska alfabetet och början till slavernas läskunnighet.[7]
2. Kyrillos och Methodios bord – invigd år 1978[1] och har formen av ett bord med tre ben. Bredvid bordet står två cypresser[7] som representerar de två munkarna, helgonen och bröderna Kyrillos och Methodios som var upphovsmännen till det glagolitiska alfabetet. Texten på bordet är skriven med glagolitisk, kyrillisk och latinsk skrift.[7]
3. Klemens av Ohrids kateder – invigd år 1978[1] och är tillägnad Klemens av Ohrid som var den mest förtjänstfulla lärjungen till Kyrillos och Methodios samt grundaren av det första slaviska universitetet.[7] Monumentet består av en kateder omgiven av åtta stolar
4. Glagolitiska lapidariet – invigt år 1984[1] och är en samling kopior (lapidarium) av de äldsta och mest betydelsefulla glagolitiska inskriptionerna från Istrien, Kvarneröarna och Dalmatien.[7] Kopiorna är monterade på en stenmur framför Vår Fru av snön-kyrkan i byn Bernobići.
5. Kroatiska Lucidarius kanjon – invigd år 1980 och tillägnad den kroatiska versionen av Lucidarius som var ett medeltida uppslagsverk som användes av glagoliterna.[7] Det toppiga monumentet symboliserar det "istriska Olympos" – berget Učka.[3]
6. Gregorius av Nins utsiktsplats – invigd år 1976. Monumentet är tillägnat biskopen Gregorius av Nin och föreställer en bok[3] med glagolitisk, kyrillisk och latinsk skrift.[7]
7. Istriska avgränsningens uppkomst – invigd år 1980.[1] Monumentet består av flera delar. En portal utformad som den glagolitiska bokstaven 'L' leder till en stig. Längs stigen finns flera mindre stenblock utformade som glagolitiska bokstäver som tillsammans stavar orden "istarski razvod" (istriska avgränsningen). Denna benämning är även namnet på en samling dokument från 1200–1300-talet som reglerade gränserna mellan de olika landområdena i Istrien som ägdes av feodalherrar från Aquileias patriarkat, Republiken Venedig och fursten av Gorizia och Pazin. Dokumenten som ingår i samlingen skrevs på tre språk – latin, tyska och kroatiska varav den sistnämnda språkversionen skrevs med det glagolitiska alfabetet.[7]
8. De kroatiska protestanternas och heretikernas mur – invigd år 1982. Centralt på muren finns ett vitt stenblock som är ett vattenur som även formar och symboliserar den glagolitiska bokstaven 'S'.[7][3] Sju namn på kroatiska protestanter och heretiker finns ingraverade på vattenurets ovansida och citat från dessa finns ingraverade på de olika stenarna som ingår i muren.[7]
9. Diakon Jurajs viloplats – invigd år 1981 och tillägnad glagolitikern och diakonen Juraj (Juri) som hjälpte till med att trycka den första texten på kroatiska (se Misal po zakonu rimskoga dvora från år 1483). Monumentets sju stenkuber liknar matriser för handsättning medan bokstäverna stavar "Žakn Juri" (diakonen Juri).[7]
10. Motståndet och frihetens minnesmärke – invigd år 1979. En obelisk bestående av tre stenkuber placerade ovanpå varandra. De tre stenarna symboliserar olika tidsepoker – antiken, medeltiden och modern tid. De symboliserar samtidigt motståndet mot tyranni och förvisning samt strävan efter fred och frihet genom tiderna hos lokalbefolkningen i Hum och dess närområde.[7]
11. Hums stadsport – Porten har handtag tillverkade i koppar och utformade som hornen på en oxe.[7] På dörrknackarna finns välkomstinskriptioner.[7] På de två dörrarnas övre del finns en bondekalender som består av tolv medaljonger med scener från landsbygdens liv.[7]